# Monjolos
Monjolos é um município brasileiro do estado de Minas Gerais. De acordo com o censo realizado em 2022 sua população era de 2 169. O município está situado na Bacia do Rio das Velhas em um vale da Serra do Cabral, tendo como vertente dois grandes rios, o Rio Pardo Grande e o Rio Pardo Pequeno. Esses, com seus afluentes, contribuem com um grande volume de águas cristalinas que faz parte da despoluição do Rio das Velhas e na do Rio da Integração Nacional, o Rio São Francisco.
O município é constituído em quase sua totalidade de terras com alto teor de calcário, próprias para pastagens, tendo em destaque a pecuária de corte e leite, a fruticultura como a cultura da pinha e da manga. Também é um grande produtor de pimenta.
Além disso, o município, que faz parte do Circuito Serra do Cabral, tem grande potencial turístico, com suas cachoeiras, corredeiras, várias grutas com vestígios do homem pré histórico, várias trilhas para bicicletas, motos, jipes e caminhadas, e festas que ano a ano atraem milhares de pessoas para o local.

## História
O Senhor Feliciano Correia de Melo é considerado como fundador de Monjolos, logo primeiro habitante do povoado. Era ele proprietário da Fazenda Saquim, mais conhecida por Fazenda Soim, mais tarde denominada Fazenda do Açude. Suas Terras abrangiam vasta extensão, desde a sede da fazenda até o local onde surgiu o povoado de Monjolos. Aí existia uma grande senzala, um moinho e o monjolo movido pela força da queda d’água de um pequeno córrego. Esse moinho passou a ser mais importante centro abastecedor de fubá de todos os moradores da circunvizinhança. E o vai e vem das pessoas, na sua fala física: “vou no monjolo trocá fubá”, batizou o lugarejo com o nome de Monjolos. Há uma referência para o nome pluralizado: Monjolos, isto devido a existência abundante na região da árvore com o mesmo nome.
Nas proximidades da senzala, Feliciano de Melo construiu a primeira casa de alvenaria do lugar, este senhor era casado com D. Maria Ambrozina, mãe de criação de uns dos primeiros habitantes de Monjolos, o Sr. João Raimundo de Assis e Jordelino de Assis, apelidado Nenê.
Feliciano Correia de Melo, sua esposa e escravos cultivavam as terras da fazenda, sendo estimuladores da vida econômica, social, cultural e religiosa do lugar.
Um fator preponderante determinou marcante expansão do lugarejo de Monjolos foi a construção do ramal ferroviário da Estrada de Ferro Vitória a Minas (EFVM), ligando Corinto à Diamantina, entre os anos de 1909 à 1914. Para trabalharem na obra, pessoas de várias regiões vieram para Monjolos, destacando-se lavradores, aventureiros com vários objetivos de conquista promovendo notável desenvolvimento do lugar. Destacam-se entre as pessoas que para cá vieram os senhores (alguns solteiros, outros trazendo duas famílias) Nelson Fernandes, Regino Augusto da Silva, Otávio Nogueira, Daniel Lima, Raul Bruce, Beraldo Americano de Souza, Cristiano Neves, Antonio Carlos Nunes, José Rosa de Oliveira, entre outros que, juntamente com os moradores que já viviam no lugar e nos seus arredores, muitos contribuíram para o progresso do povoado.
Em 1923, esse ramal ferroviário foi repassado para a Estrada de Ferro Central do Brasil (EFCB), levando a um desenvolvimento ainda maior do local, graças à ligação deste ramal com a linha principal da ferrovia, que ligava o estado de Minas ao Rio de Janeiro.
No ano de 1973, o ramal ferroviário foi desativado pela RFFSA, o que afetou drasticamente toda a atividade econômica da região na época. Ao longo dos anos, os trilhos foram sendo retirados, erradicando-se assim todo o trajeto de uma importante linha férrea para a localidade, distanciando-a dos grandes centros comerciais.
Porém devido ao seu enorme potencial turístico, sua riqueza histórica e a exuberante paisagem da Serra do Cabral, Monjolos passou a atrair mais visitantes. O antigo leito ferroviário do Ramal de Diamantina da EFCB deu lugar à Trilha Verde da Maria Fumaça, uma trilha ecológica voltada para o ciclismo e para caminhantes. Entre vegetações típicas do Cerrado, rios e cachoeiras belíssimas, são encontrados no trajeto alguns resquícios da antiga ferrovia no município como pontilhões de ferro e antigas estações ferroviárias que resistiram ao tempo como a de Monjolos e a de Rodeador.

### Emancipação
A Lei Estadual nº 336, de 27.12.48, criou o distrito com sede no povoado de Monjolos, no município de Diamantina e pela Lei Estadual nº 2764, de 31.12.62, o distrito foi elevado a categoria de município, sendo instalado em 1 de março de 1963, ficando subordinado à Comarca de Diamantina. Compõe o município além de Monjolos, cidade sede do Governo Municipal, um distrito (Rodeador) e vários outros pequenos povoados: (Mangabeiras, São José dos Altos, Tamboril, Quebra-Pé, Olhos d’Água, etc...).
A Emancipação de Monjolos gerou uma série de benefícios para o lugar; sua gente sentiu mais de perto o progresso, novas ruas sendo abertas, calçamento chegando as poucos, implantação de serviços úteis à comunidade como: CEMIG, COPASA, Agência de Correios, Banco, Telefonia, antenas de TV, crescimento do setor educacional e esportivo com a criação do 2º grau, do pré-escolar (5º e 6º anos), quadra poliesportiva. Dando oportunidade de trabalho a uma grande massa da população.

### Instalação
Ao primeiro dia do mês de março de 1963, sob a presidência do Senhor Antônio de Carvalho Cruz, reuniram-se em sessão solene as autoridades e pessoas gradas com numerosa assistência popular, para fim de proceder a instalação do município de Monjolos.
Criado nos termos do Artigo 3º da Lei número 2.764 de 1962, tendo como sede a localidade que hoje recebe os foros de cidade e ao distrito de Rodeador que compõem o município de Monjolos. Após a abertura da sessão e constituída a mesa, o Senhor Presidente, colocando-se de pé, pronunciou em voz alta e pausada, as seguintes palavras:"Em virtude dos poderes que me foram outorgados, declaro instalado o Município de Monjolos com jurisdição sobre as circunstâncias que têm por sede esta localidade que ora recebe os foros de cidade com a competência e atribuições que lhe confere e determina."
Após proferidas as palavras, o Senhor Presidente passou a palavra ao Rvmo Monsenhor José Batista dos Santos, que, por sua fez, proferiu um belo discurso sobre a solenidade, tendo ainda falado os senhores Edmundo Diniz, na oportunidade representante do Sr. Paulo Salvio, o Sr. Geraldo Machado, representando o povo de Senhora da Glória, o Sr. Pedro Silva, representando o Distrito de Rodeador, o Sr. Geraldo Moreira da Costa, Escrivão do Município de Monjolos, que falou em nome de toda a família monjolense, Sra. Irene de Assis Silva, diretora das Escolas Reunidas Imaculada Conceição de Monjolos.
Após a palavra final do Sr. Presidente, dizendo algumas palavras em nome do Governador José de Magalhães Pinto, declarou-se encerrada a sessão e a Ata de instalação do Município de Monjolos foi lavrada pela Srª. Zilda Maria Miranda, em seguida assinada pelo Sr. Presidente e demais autoridades, instalando assim o município de Monjolos.

### Turismo

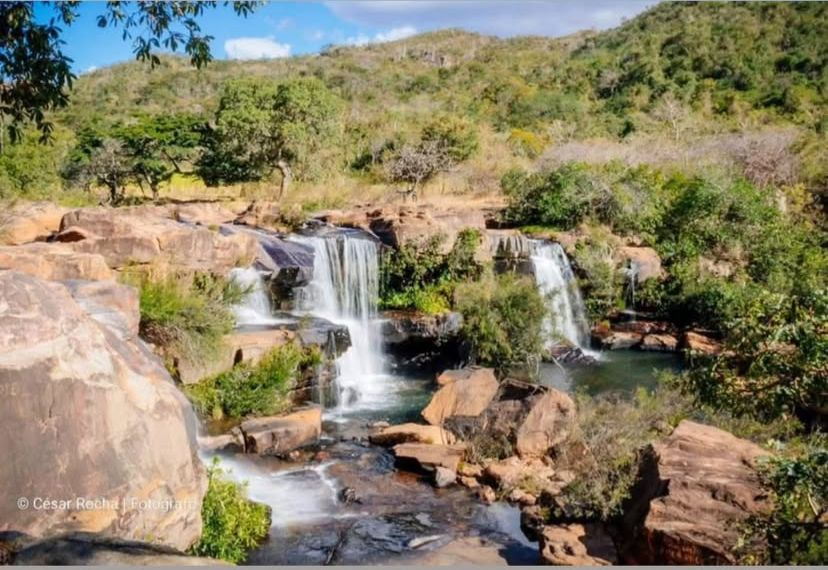
Cachoeira do Palmito
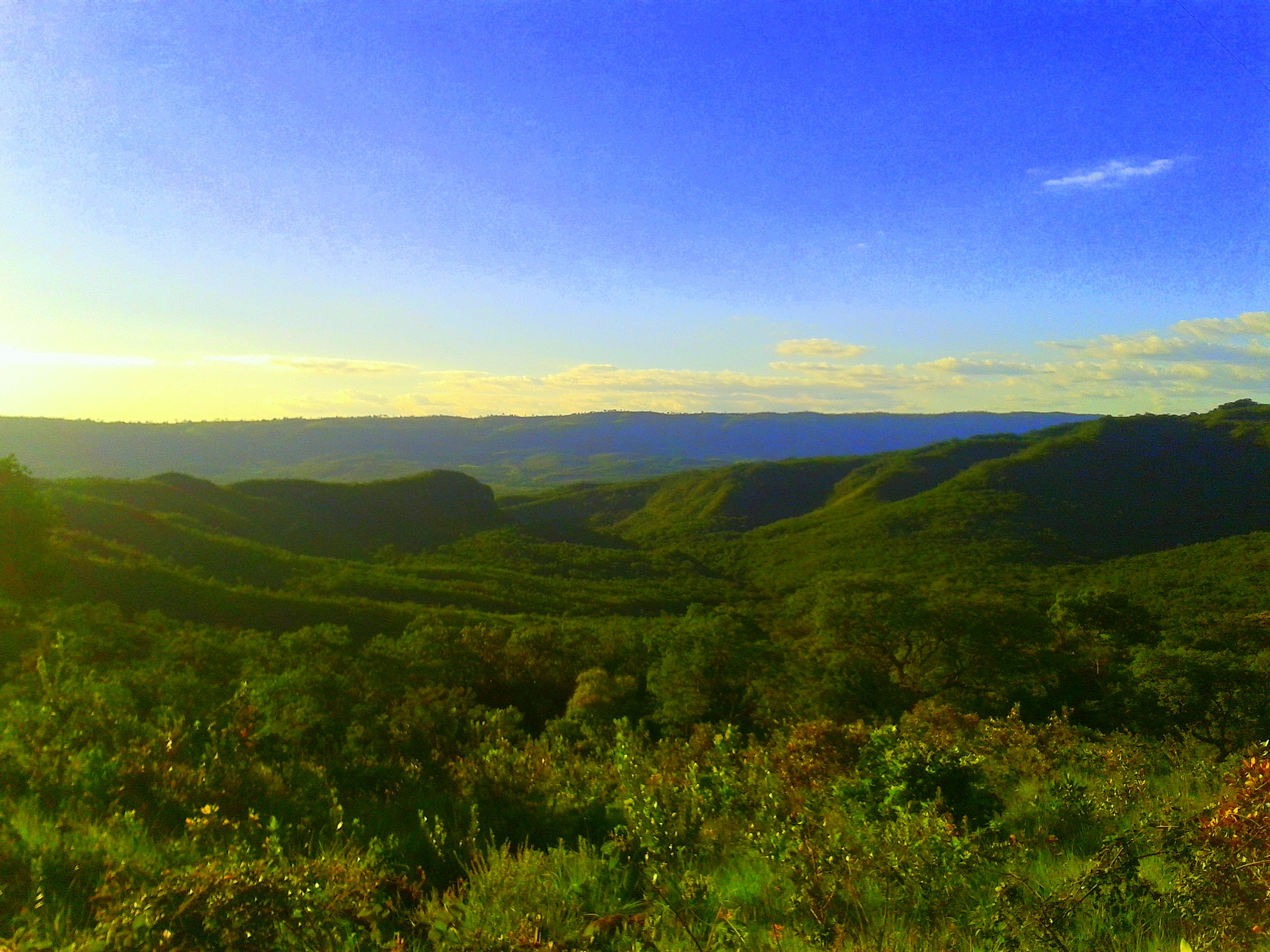
APA Quebra-pé
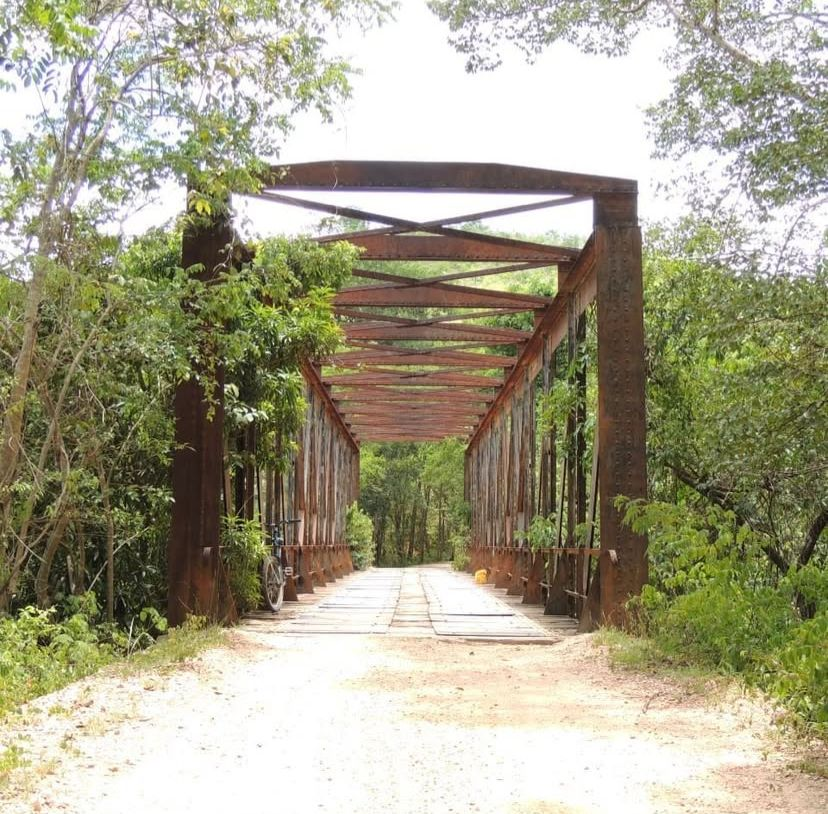
Pontilhão de Ferro
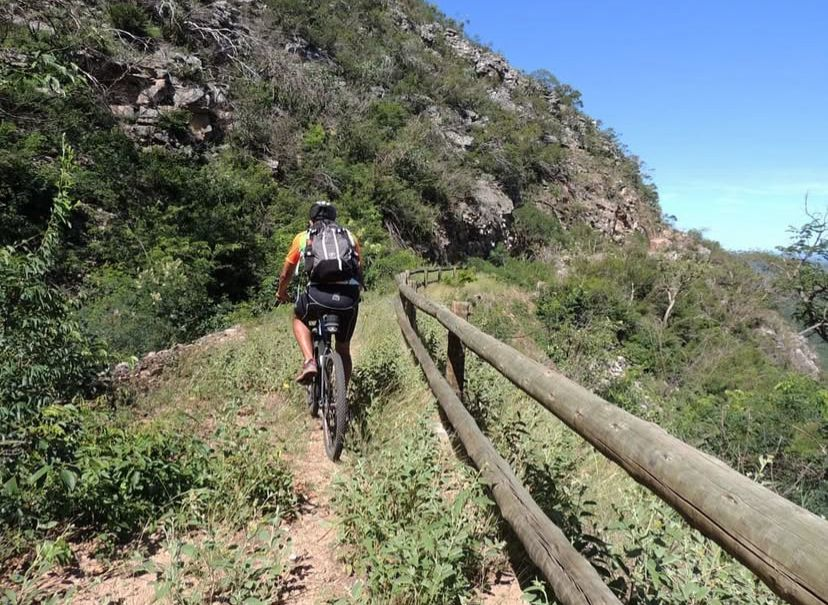
Trilha Verde da Maria Fumaça
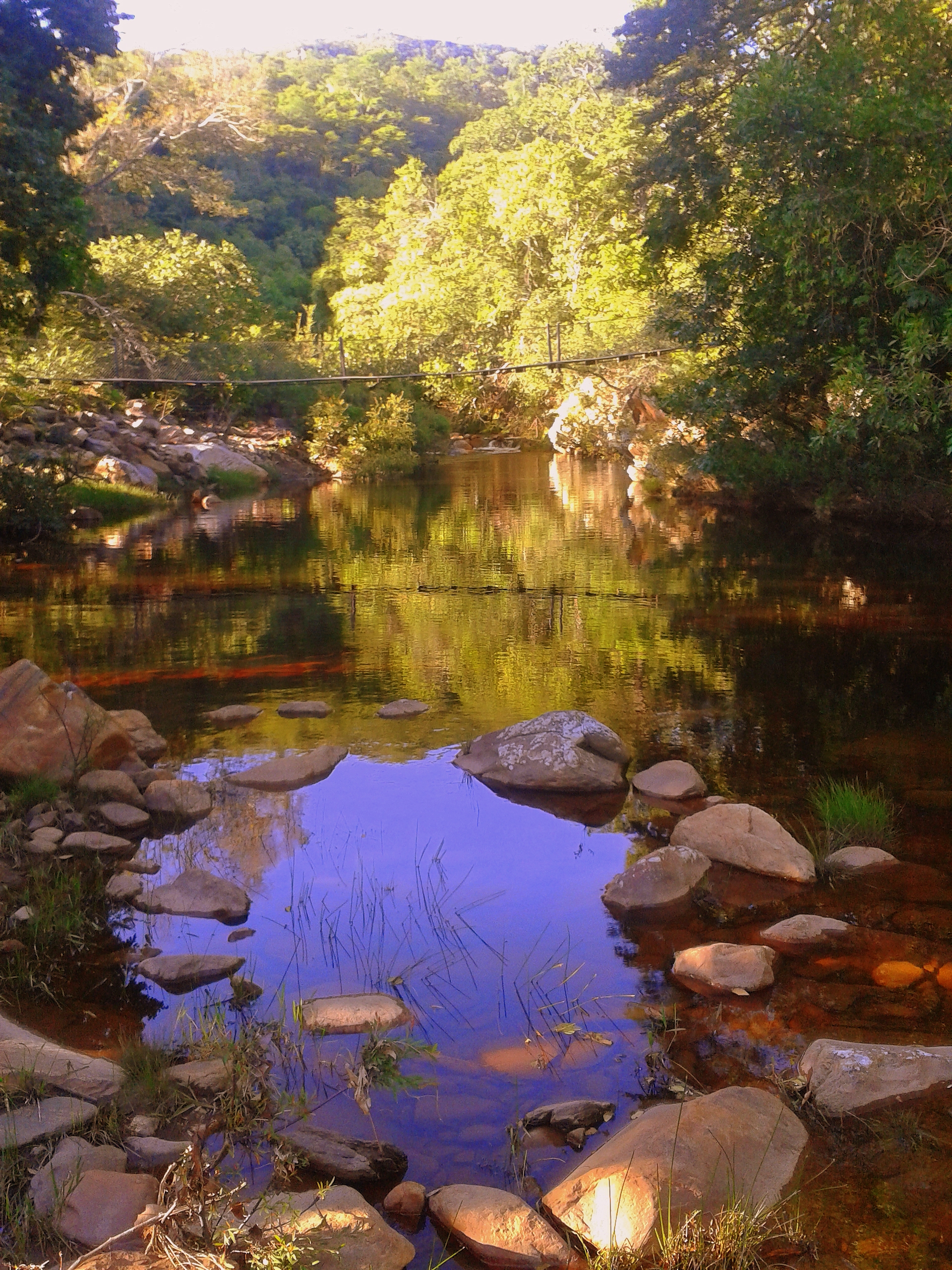
Rio Galheiros
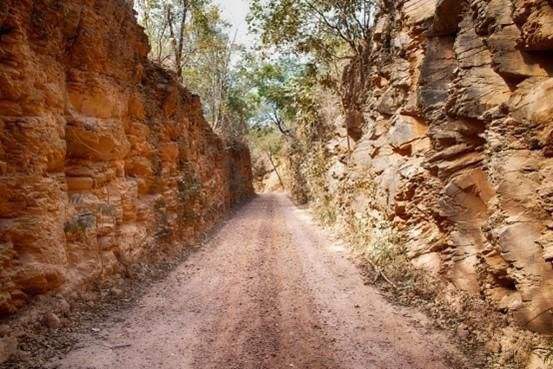
Trilha Verde da Maria Fumaça
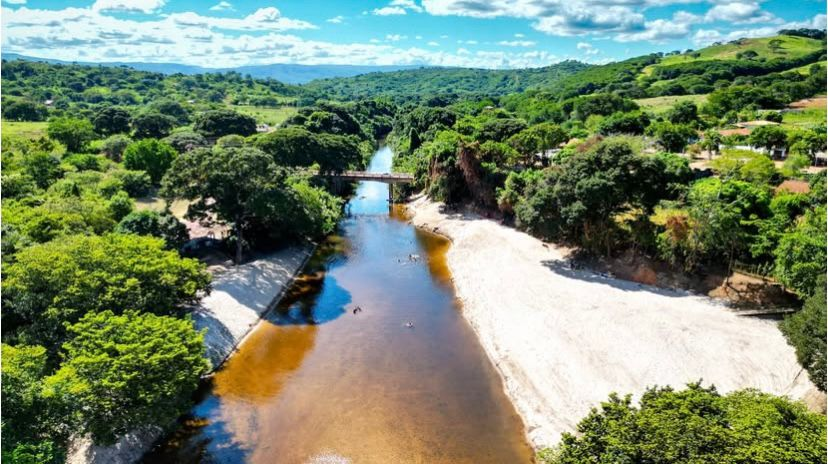
Rio Pardo Pequeno
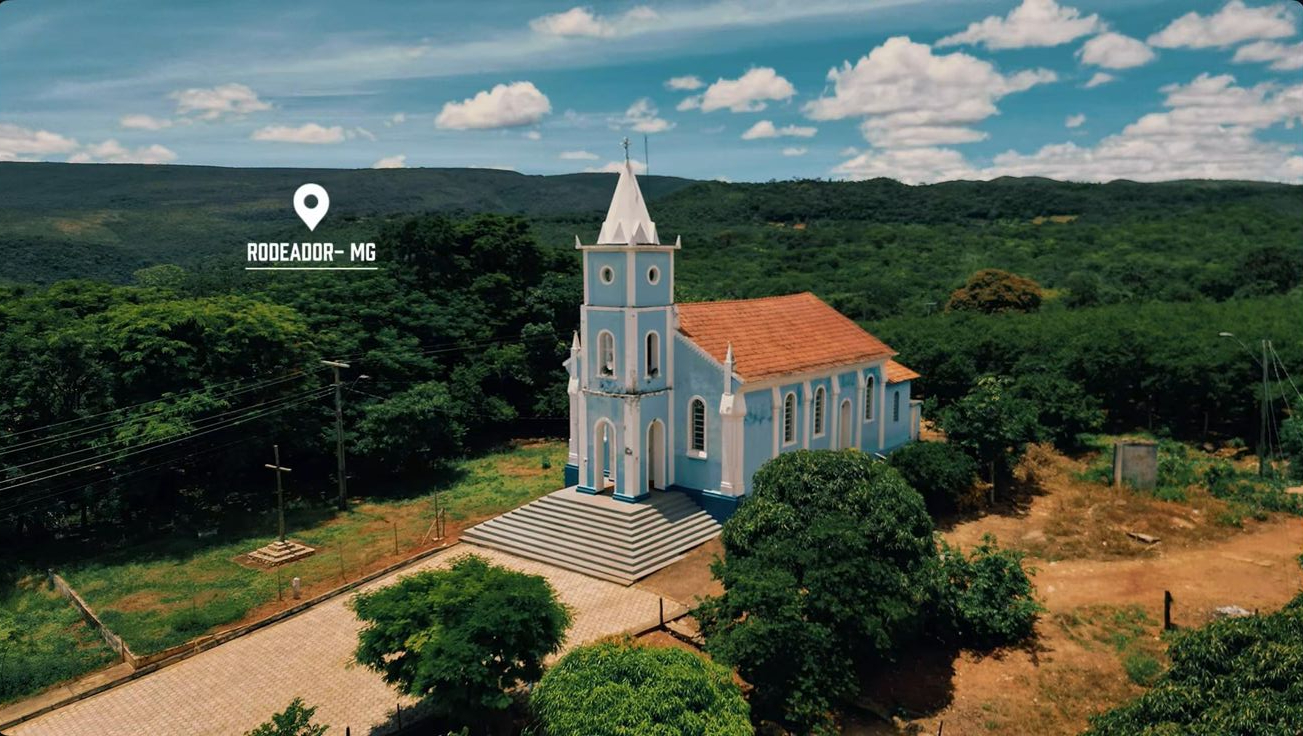
Distrito de Rodeador
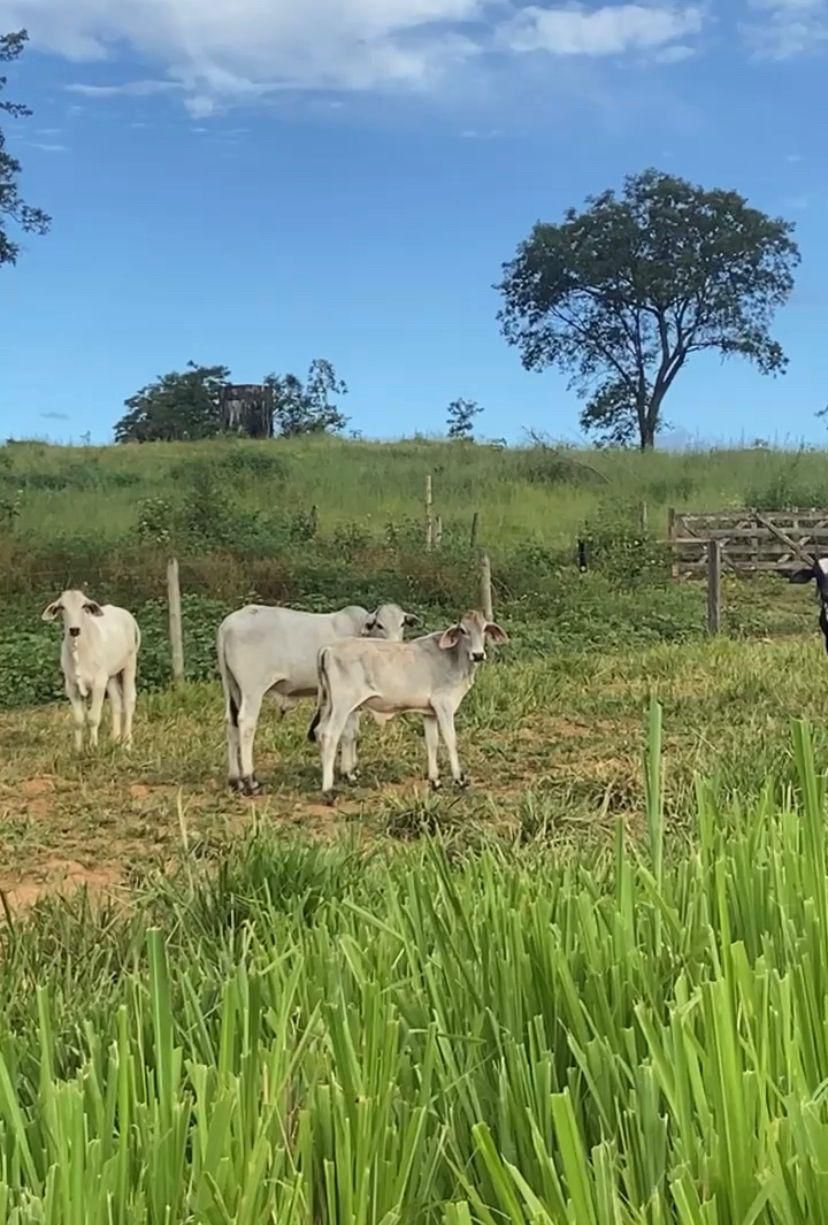
Área Rural de Monjolos
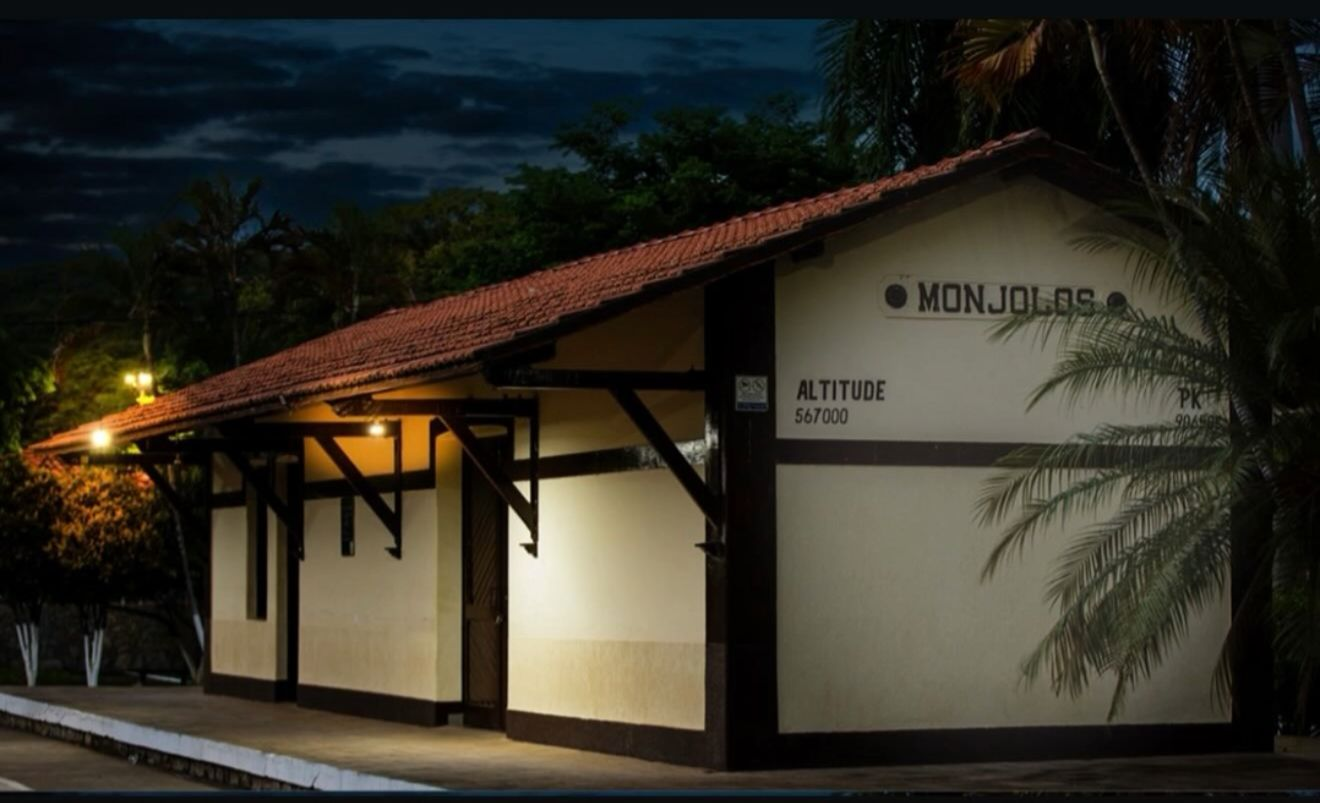
Antiga Estação Ferroviária